# Сяскакуль
Сяскакуль (Сяска-Куль, с башкирского — цветочное озеро) — озеро на правом берегу реки Белой, на границе города Ишимбая и Ишимбайского района, недалеко от города Салавата. По происхождению — старица реки Белой. Имеет подковообразную форму. Берега озера заросли деревьями и кустарниками.
Дно озера имеет преимущественно глинистые, песчаные, глинисто-песчаные грунты.
Водная растительность представлена сообществами, имеющими двухъярусное строение. Первый, основной ярус образован свободноплавающих плейстофитов: листьями Nuphar lutea и Nymphaea candida, других (Lemna minor, Stratiotes aloides и др.). Второй ярус сложен прикрепленными ко дну (Batrachium circinatum, Potamogeton friesii и др.) и свободноплавающими (Ceratophyllum demersum, Lemna trisulca) гидрофитами. Характерно присутствие отдельных особей прибрежно-водных видов (Butomus umbellatus, Sparganium emersum и др.).
Решением Совета городского округа г. Салават РБ от 02.11.2010 N 2-38/397 «Об утверждении Программы благоустройства территории городского округа город Салават Республики Башкортостан на 2011—2015 годы» было запланировано:
произвести устройство пирсов и очистку озёр Ялпой, Хорейкино, Шарантай, Сяскакуль (в том числе разработка ПСД, корректировка проектов, экспертиза);